# Rachael Cavalli
Rachael Cavalli  (* 8. Juli 1984 in Marion, Indiana) ist eine US-amerikanische Pornodarstellerin.

## Karriere
Cavalli wuchs als Einzelkind im US-Bundesstaat Indiana auf; in manchen Datenbanken, darunter IMDb, wird Indianapolis als Geburtsort kolportiert. Zunächst arbeitete sie als Barkeeperin, Kellnerin und Sekretärin in einer Anwaltskanzlei, bevor sie nach Los Angeles zog, um Schauspielerin und Model zu werden. 2017 stieg sie zu einem Zeitpunkt, zu dem sie bereits mehrfache Mutter war, in die Erotikfilmbranche ein. Cavalli arbeitete im Laufe ihrer Karriere unter anderem für Unternehmen wie Jules Jordan Video, Wicked Pictures und Devil’s Film. Sie hat mehr als 500.000 Follower auf Instagram. Im Jahr 2021 war sie erstmals in der australischen Ausgabe des Playboy zu sehen, im Juni 2022 im Magazin FHM Australia.

## Filmografie (Auswahl)
- 2025: Fit Blonde Moms
- 2024: Lesbian Adventures: Older Women Younger Girls Vol. 19
- 2024: Thundercock 2 (Naughty America)
- 2024: Center Of Attention
- 2024: Tonight's Girlfriend Vol. 134
- 2023: MILF Performers Of The Year 2023
- 2023: White Mommas Vol. 9
- 2023: MILF Makes Three Vol. 1
- 2023: My Maid 's A Milf
- 2022: The Stepmother Vol. 17
- 2022: Her First MILF Vol. 30
- 2022: Bang POV Vol. 17
- 2021: It's a Mommy Thing! Vol. 11

## Auszeichnungen
- 2023: Urban X Award – MILF Performer of the Year
- 2021: NightMoves Award – Best MILF Performer

## Nominierungen
- 2025: AVN Award – Most Outrageous Sex Scene, Beetlejuice XXX: A Porn Parody (2024)
- 2024: AVN Award – Fan Award: Sexiest MILF
- 2025: XMA Fan Award – MILF Performer
- 2022: XRCO Award – MILF of the Year